# Davidstow
Davidstow est une paroisse civile et un village des Cornouailles, en Angleterre.